# Palmari
Reserva Natural Palmari es una reserva natural ecológica en suelo brasileño que se encuentra sobre el río Javari, que constituye la frontera virgen entre Brasil y Perú y que es uno de los mayores afluyentes del río Amazonas. El 70% de esta inmensa región en la que se encuentra la Reserva Natural Palmari, está cubierta por bosques neo-tropicales húmedos tipo hylea, para cuyo desarrollo se requiere de una temperatura media superior a los 22° y una precipitación anual superior a los 2.000 mm. con lluvias constantes, repartidas a lo largo del año y un período seco, corto y marcado. Principalmente es una reserva natural que concentra su atención en los bosques vírgenes y cuerpos de agua no-alterados y trabaja en proteger estos recursos naturales y las diferentes comunidades tradicionales locales y de colonos mestizos que viven en ellos.
El mayor número en diversidad de especies y la mayor densidad en individuos por especie en fauna silvestre terrestre y acuática está confirmada en esta reserva natural si se compara con los demás destinos del trapecio amazónico colombo – brasilero – peruano. Así mismo el estado virgen de sus bosques y de sus cuerpos de agua indican que es el destino ideal y de mayor calidad hacia el estado de su entorno natural al que puede acceder el visitante-turista, el visitante con un interés en un tema específico hacia la flora, fauna o comunidades humanas locales así como el investigador en campo.
Ostenta un centro de visitantes moderno, cómodo, completamente equipado, con variedad de tipos de alojamientos a gusto y bolsillo de cada huésped; la alimentación es variada, holgada y se caracteriza por manejar un concepto de “fusión latina – internacional – amazónica”, atiende visitantes vegetarianos y se esfuerza en brindar un estándar de alta calidad también atendiendo deseos y gustos particulares; el equipamiento para todas las actividades es de primer nivel, es el único destino que ofrece kayaks profesionales de 2 plazas y un sistema de 3 plataformas unidas por puente y tarabita-tiroleza por encima del dosel permitiendo apreciar los bosques y el río desde arriba y sobre un análisis comparativo resulta ser el destino con la mayor variedad de actividades, aparte de ofrecer algunas que no se pueden ejecutar en los demás destinos como, por ejemplo, travesías extremas de varios días de duración por tierra o agua, pesca deportiva especializada y otras.

## Localización
Para llegar a la reserva es necesario llegar en bote primero cruzando el Amazonas y luego tomando el río Jabari. La distancia desde Leticia hasta la reserva es de 4 horas.

## Clima
El clima dentro de la reserva varía dependiendo de la época del año en que sea visitada. Generalmente es un clima húmedo. Gracias a la variedad de climas y la humedad atmosférica con la altitud, favorece a efervescencia de biodiversidad en los diferentes sectores. Esto lleva a convertirla en una zona con variedad ecológica.

## Actividades
Dentro de la programación de esta reserva , se encuentran actividades que permiten al turista conectarse directamente con la naturaleza y permitirles involucrarse en el proceso que ocurre día a día en el amazonas. Algunas de estas actividades son
- Creación de tatuajes propios con base en pigmentos naturales: huito.

- Observación de los delfines rosados.

- Observación de varias especies de cocodrilos. Se efectuaran en paseos nocturnos.

- Paseo en lancha a los poblados brasileros de Palmarí, Atalaia do Norte, al poblado peruano de San Pedro do Norte o al poblado semi-indígena "Yagua" de Santa Rita.[2]

- Interacción con flora y fauna en su medio ambiente natural desde kayaks y canoas.

- Elaboración artesanal.

- Prácticas de Kayak.

- Caminata en bosque y caminata en jungla.

- Senderismo extremo.

- Piscinas naturales. Estas nacen de una quebrada de aguas cristalinas que surge del bosque húmedo y que forman piscinas con profundidad máxima de 1,30 metros y mínima de 0,20 - 0,40 metros.[3]

## Comunidades
Cerca de la reserva se encuentran diferentes comunidades indígenas. Algunas de estas comunidades son:
- Mayoruna
- Matiz
- Marubo
- Kanaimari
- Santa Rita Yagua
- Korubo
- Kulina
- Atalaia Do Norte
- Flexerios

## Fauna
La Fauna dentro y Cerca de la reserva se ha caracterizado por ser el hogar de reptiles, mamíferos, insectos, aves y peces. es importante mencionar que esta presenta el más alto número de especies de fauna silvestre debido a que está ubicada en selva húmeda neo-tropical.

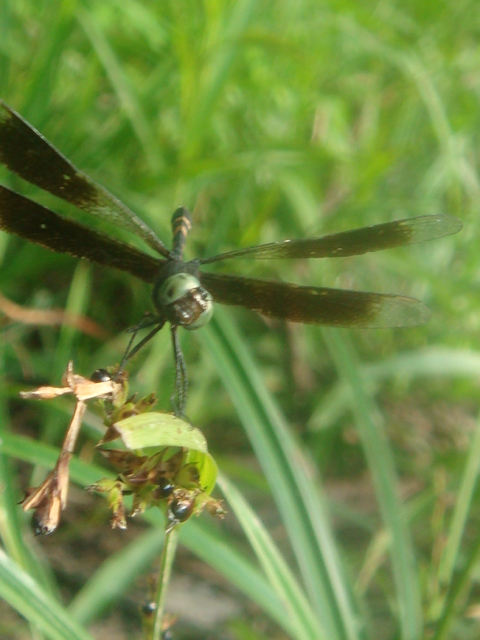
Libélula Palmari

### Reptiles
Dentro de la reservase encuentra tres grupos de reptiles: serpientes, lagartos y tortugas. Son vertebrados y sus crías nacen normalmente en tierra firme.

### Peces
Uno de los grupos más importantes dentro de la reserva. Palmari al tener como actividad la pesca, permite que el visitante conozca las diferentes especies que se pueden encontrar dentro del río. Una especie muy conocida dentro del amazonas y la reserva es la piraña. Muchos de estos pece son más oscuros por el dorso y más pálidos por el vientre. La luz que ilumina el dorso y oscurece la parte inferior y así el pez se disimula y desaparece por el agua que le rodea.

### Aves
De los más atractivo de esta reserva natural es que presenta la mayor cantidad de aves de la región, la presencia de especies endèmicas permite la observación de aves de todo tipo, algunas muy difíciles de localizar.

### Insectos
Animales que se adaptan a las condiciones más difíciles en la tierra. Cerca de la reserva se encuentran insectos de gran tamaño y diferentes formas.

### Mamíferos
Por el estado virgen de los bosques de la reserva natural y debido a la variedad que tienen los diferentes tipos de bosques y de una selva húmeda Neo-tropical,  sea ha confirmado la presencia de una alta variedad de mamíferos terrestres y acuáticos. 
por medio de la actividad de las travesías y caminatas se ha confirmado que este destino es el mejor para ubicar y observar fauna silvestre de múltiple variedad.
Entre los mamíferos más importantes dentro de la reserva natural se encuentran :
- Delfín Rosado
- Mono Ardilla
- Cusumbo
- Pecarí de collar
- Guanta

## Política
La principal política es la del buen vecino, y por este motivo el sistema de trabajo es sobre la base de la rotación de personal que se nutre únicamente de habitantes de las comunidades vecinas, creando una organización no gubernamental de interés social que crea un puente y fomenta proyectos entre dichas comunidades, la reserva fomenta como tal un manejo sostenible de los recursos renovables naturales del entorno.
La Reserva Natural Palmari esta consiente de su responsabilidad de actuar como un faro que dirige el camino hacia la protección ambiental, la responsabilidad social, el compromiso hacia un mejoramiento de calidad de vida basado en un manejo sostenible de los recursos renovables naturales del entorno, así como varias otras políticas y condiciones concernientes al comportamiento, respeto ante la naturaleza y un manejo ambiental y de nuestros vecinos bajo parámetros cooperativos y de protección.

## “Sembrando Selvas"
De acuerdo con Palmari "Este es un proyecto que nace con el fin de contribuir al mantenimiento de los ecosistemas de selva húmeda neo-tropical, y al mismo tiempo educar acerca de los problemas de deforestación en el mundo y específicamente en la Amazonía, para generar conciencia hacia el medio ambiente y las comunidades, y de alguna forma “devolverle” a estos lugares todo lo que ellos nos han dado. “Yanawará” es un campo de verano que hace parte de los proyectos de la empresa “Grupo Kajuyalí” y anualmente se lleva a cabo en la reserva, comprometido con la formación de jóvenes colombianos en cuanto a valores sociales y ambientales. Es por esto que “Yanawará” creó este proyecto de reforestación para aportar al mantenimiento y la recuperación de los bosques, y para crear un efecto multiplicador transversal en las generaciones y poblaciones involucradas, al generar conciencia sobre la realidad de deforestación que vive actualmente la selva, sus implicaciones, sus repercusiones, y lo que podemos hacer para evitar que esto continúe."